# Zaphne pamirensis
Zaphne pamirensis är en tvåvingeart som först beskrevs av Willi Hennig 1969.  Zaphne pamirensis ingår i släktet Zaphne och familjen blomsterflugor. Inga underarter finns listade i Catalogue of Life.